# Chrissie Hynde
Christine Ellen Hynde, bolj znana kot Chrissie Hynde, ameriška pevka, kitaristka in glasbenica, * 7. september 1951, Akron, Ohio, ZDA.
Hyndova je bila leta 1970 na Državni univerzi v Kentu v Ohiu, ko je ameriška Nacionalna garda streljala na študente, ki so protestirali proti vietnamski vojni. Pustila je študij in začela igrati v skupini Jack Rabbit. Preselila se je v London, kjer je pisala za New Musical Express in delala v trgovini z erotičnim perilom na Kings Roadu. Trgovino sta vodila McLaren, manager skupine Sex Pistols, in modna oblikovalka Westwoodova. Od leta 1969 je Hyndova vegetarijanka. Nekoč je v šali izjavila, da je razstrelila McDonaldovo restavracijo, ko jo je neki novinar vprašal kaj je storila, da bi izboljšala svoje vegetarijanske nazore. Po tej izjavi je neki njen navdušenec v resnici to storil in Hyndova se je opravičila za svojo vlogo pri tem dogodku.
V poznih 70. letih je leta 1978 v Londonu ustanovila svojo skupino, The Pretenders. Julija tega leta so v Regents Park Studiu posneli pet pesmi, leta 1980 pa je skupina izdala svoj prvi album, na katerem je bila uspešnica »Brass in Pocket«. Leta 1982 je zaradi prevelikega odmerka mamil umrl član skupine kitarist Honeyman-Scott, basista Farndona pa so tudi zaradi narkomanstva vrgli iz skupine, vendar je skupina nadaljevala z delom. Hyndova je leta 1983 rodila hčerko Daviesu, članu angleške skupine iz 60., The Kinks. Dva meseca za tem je 14. aprila zaradi mamil umrl še Farndon. Skupina je zelo izgubila na udarnosti, Hyndova pa je povabila v skupino kitarista McIntosha in Fostra.
5. maja 1984 se je poročila s pevcem skupine Simple Minds Kerrom in kmalu zatem rodila drugo hčerko.
Hyndova je ena redkih žensk, ki so uspele v punk rocku. Je tudi zelo znana borka za pravice živali, aktivna članica humanitarne organizacije PETA in je bila zaradi protestov večkrat zaprta v New Yorku in Parizu.